# و ان یکاد
آیه و ان یکاد آیه ۵۱ و ۵۲ سوره قلم است.

## متن عربی آیه و ترجمه
- وَإِن یَکَادُ الَّذِینَ کَفَرُوا لَیُزْلِقُونَکَ بِأَبْصَارِهِمْ لَمَّا سَمِعُوا الذِّکْرَ وَیَقُولُونَ إِنَّهُ لَمَجْنُونٌ ﴿۵۱﴾ وَمَا هُوَ إِلَّا ذِکْرٌ لِّلْعَالَمِینَ ﴿۵۲﴾
- و همانا نزدیک است کافران هنگامی که قرآن را می‌شنوند، با [نگاه‌ها و] چشم‌هایشان تو را به زمین بزنند و می‌گویند: او مجنون است؛ حال آن‌که آن جز اندرزی برای جهانیان نیست.

## تفسیر
از وحید الله وردی آمده منظور این است که دشمنان به هنگامی که آیات با عظمت قرآن را از تو می‌شنوند، به قدری خشمگین و ناراحت می‌شوند، و با عداوت به تو نگاه می‌کنند که گویی می‌خواهند تو را با چشم‌های خود بر زمین افکنند و نابود کنند؛ و نیز گفته‌اند که این کنایه از نگاه‌های بسیار غضب‌آلود است مثل اینکه می‌گوییم فلان کس آن چنان بد به من نگاه کرد که گویی می‌خواست مرا با نگاهش بخورد یا بکشد.
در مقابل برخی مفسّران، این آیه را دربارهٔ چشم زخم دانسته و با نقل روایاتی مبنی بر واقعیّت داشتن چشم زخم، درصدد اثبات آن برآمده‌اند. اینان برآنند که مقصودِ آیه، چشم‌زخم کافران به پیامبر اسلام است که می‌خواستند با چشمان خود، او را از بین ببرند.

## حدیث شیعی مربوط به آیه
حسان جمال گوید: امام صادق را از مدینه به مکه می‌بردم. هنگامی که به مسجد الغدیر رسیدیم، امام صادق نگاهی به طرف چپ مسجد انداخت و گفت: این جای پای رسول خداست. در زمانی که گفت: من کنت مولاه فهذا علی مولاه
آنگاه امام صادق به گوشه‌ای دیگر از مسجد نظر افکند وگفت: اینجا محلی است که منافقان و سالم مولی ابی حذیفه وابی عبیدة بن جراح، خیمه زده بودند.
چون دست پیامبر را دیدند که دست امیر المومنین را گرفته و بلند کرده، بین خودشان گفتند به چشمان او بنگرید، که در حدقه می‌چرخند، چونانکه گویی چشمان مجنونی است.
در این حال جبرئیل این آیه را آورد: و ان یکاد الذین کفروا لیزلقونک بابصارهم لما سمعو الذکر و یقولون انه لمجنون و ما هو الا ذکر للعالمین

## نظر مرتضی مطهری
پاسخ مرتضی مطهری به نقل از کتاب آشنایی با قرآن:
«چشم زخم، اگر هم حقیقت باشد، به این معنای رایج امروز در میان ما ـ بالاخص در میان طبقه نسوان که فکر می‌کنند همه مردم، چشمشان شور است ـ‌قطعاً نیست، همان کفار جاهلیت هم به چنین چیزی قایل نبودند، بلکه معتقد بوند که یک نفر وجود دارد و احیاناً در یک شهر، ممکن است یک نفر یا دو نفر وجود داشته باشند که چنین خاصیتی در نگاه و نظر آن‌ها باشد، پس قطعاً به این شکل که همه مردم دارای چشم شور هستند و همه مردم به اصطلاح، نظر می‌کنند، نیست.
دوم؛ اگر بعضی مردم، دارای چنین خصلت و خاصیتی باشند، آیا آیه «وإِن یَکادُ الّذینَ کَفَروا لَیُزلِقونَکَ بِأَبصارِهِم» خاصیت جلوگیری از چشم زخم دارد؟ ما تا حالا به مدرکی (حدیثی، جمله‌ای) برخورد نکرده‌ایم که دلالت کند و بگوید: از این آیه، برای چشم زخم استفاده کنید، اینکه چشم زخم، حقیقت است یا نه، یک مسئله است (فرضاً حقیقت است ولو در بعضی از افراد) و اینکه این آیه برای دفع چشم زخم باشد مسئله دیگری است، چیزی که از طرف پیغمبر یا ائمه به ما نرسیده باشد، از پیش خود نباید بتراشیم، نظر به اینکه روح مردم برای چنین چیزی آمادگی دارد (آن را از پیش خود ساخته‌اند).»

## در ادبیات
در غزل شماره ۲۴۴ حافظ به آیه و ان یکاد اشاره شده است:
| حضورِ خلوتِ اُنس است و دوستان جمعند |  | وَ اِنْ یَکاد بخوانید و در فَراز کنید |